# Archinola pyraliadia
Archinola pyraliadia är en fjärilsart som beskrevs av George Francis Hampson 1896. Archinola pyraliadia ingår i släktet Archinola och familjen trågspinnare. Inga underarter finns listade i Catalogue of Life.